# Villa Trevisan
Villa Trevisan è una villa veneta ubicata nel comune di Alonte nella provincia di Vicenza. Appartenuta all'esiliato Alvise Dal Verme, fu acquistata il 19 febbraio 1465 dalla famiglia nobile veneziana Giustinian. In tempi successivi, nel XVII secolo, la villa divenne luogo di villeggiatura, per «uso e comodo» della famiglia Giustinian.

## Descrizione
L'edificio ha la facciata principale rivolta verso sud, con una loggia ad archi in stile gotico. Al piano nobile è ingentilita da due poggioli a balaustrini in pietra tenera dei Berici, con semicolonne di ordine tuscanico. Sul lato sinistro della villa è ancora presente lo stemma appartenuto alla famiglia Giustinian. Sul lato destro sono presenti due barchesse, originariamente adibite a stalle e fienili, edifici tipici dell’epoca.